# Linko
Linko est une sous-préfecture de la préfecture de Kérouane, dans la région de Kankan au sud-est de la Guinée.